# Lorris
Lorris és un municipi francès, situat al departament del Loiret i a la regió de Centre – Vall del Loira. L'any 2007 tenia 2.890 habitants.

## Demografia

### Població
El 2007 la població de fet de Lorris era de 2.890 persones. Hi havia 1.189 famílies, de les quals 394 eren unipersonals (153 homes vivint sols i 241 dones vivint soles), 412 parelles sense fills, 297 parelles amb fills i 86 famílies monoparentals amb fills.
La població ha evolucionat segons el següent gràfic:
Habitants censats

### Habitatges
El 2007 hi havia 1.522 habitatges, 1.222 eren l'habitatge principal de la família, 155 eren segones residències i 145 estaven desocupats. 1.339 eren cases i 175 eren apartaments. Dels 1.222 habitatges principals, 778 estaven ocupats pels seus propietaris, 413 estaven llogats i ocupats pels llogaters i 31 estaven cedits a títol gratuït; 30 tenien una cambra, 140 en tenien dues, 268 en tenien tres, 376 en tenien quatre i 408 en tenien cinc o més. 785 habitatges disposaven pel capbaix d'una plaça de pàrquing. A 627 habitatges hi havia un automòbil i a 412 n'hi havia dos o més.

### Piràmide de població
La piràmide de població per edats i sexe el 2009 era:
| Homes | Edats   | Dones |
| ----- | ------- | ----- |
| 0     | 95 o +  | 16    |
| 4     | 90 a 94 | 20    |
| 28    | 85 a 89 | 64    |
| 32    | 80 a 84 | 48    |
| 48    | 75 a 79 | 64    |
| 60    | 70 a 74 | 68    |
| 108   | 65 a 69 | 112   |
| 104   | 60 a 64 | 120   |
| 68    | 55 a 59 | 48    |
| 104   | 50 a 54 | 84    |
| 80    | 45 a 49 | 112   |
| 96    | 40 a 44 | 80    |
| 72    | 35 a 39 | 104   |
| 60    | 30 a 34 | 60    |
| 72    | 25 a 29 | 76    |
| 76    | 20 a 24 | 68    |
| 92    | 15 a 19 | 48    |
| 84    | 10 a 14 | 120   |
| 64    | 5 a 9   | 68    |
| 52    | 0 a 4   | 48    |

## Economia
El 2007 la població en edat de treballar era de 1.614 persones, 1.152 eren actives i 462 eren inactives. De les 1.152 persones actives 1.021 estaven ocupades (546 homes i 475 dones) i 131 estaven aturades (58 homes i 73 dones). De les 462 persones inactives 160 estaven jubilades, 102 estaven estudiant i 200 estaven classificades com a «altres inactius».

### Ingressos
El 2009 a Lorris hi havia 1.277 unitats fiscals que integraven 2.902 persones, la mediana anual d'ingressos fiscals per persona era de 17.046 €.

### Activitats econòmiques
Dels 165 establiments que hi havia el 2007, 3 eren d'empreses extractives, 4 d'empreses alimentàries, 11 d'empreses de fabricació d'altres productes industrials, 16 d'empreses de construcció, 44 d'empreses de comerç i reparació d'automòbils, 9 d'empreses de transport, 12 d'empreses d'hostatgeria i restauració, 1 d'una empresa d'informació i comunicació, 8 d'empreses financeres, 4 d'empreses immobiliàries, 19 d'empreses de serveis, 20 d'entitats de l'administració pública i 14 d'empreses classificades com a «altres activitats de serveis».
Dels 50 establiments de servei als particulars que hi havia el 2009, 1 era una oficina d'administració d'Hisenda pública, 1 gendarmeria, 1 oficina de correu, 4 oficines bancàries, 2 funeràries, 4 tallers de reparació d'automòbils i de material agrícola, 1 taller d'inspecció tècnica de vehicles, 2 autoescoles, 2 paletes, 2 guixaires pintors, 3 fusteries, 5 lampisteries, 2 electricistes, 5 perruqueries, 1 veterinari, 9 restaurants, 3 agències immobiliàries, 1 tintoreria i 1 saló de bellesa.
Dels 18 establiments comercials que hi havia el 2009, 1 era un hipermercat, 1 una gran superfície de material de bricolatge, 3 fleques, 3 carnisseries, 1 una botiga de congelats, 1 una peixateria, 3 botigues de roba, 1 una botiga d'equipament de la llar, 1 una botiga d'electrodomèstics, 1 una botiga de mobles i 2 floristeries.
L'any 2000 a Lorris hi havia 30 explotacions agrícoles que ocupaven un total de 1.078 hectàrees.

## Equipaments sanitaris i escolars
Els 3 equipaments sanitaris que hi havia el 2009 eren farmàcies.
El 2009 hi havia 1 escola maternal i 1 escola elemental. Lorris disposava d'un col·legi d'educació secundària amb 429 alumnes.

## Poblacions més properes
El següent diagrama mostra les poblacions més properes.